# Robert Mandan
Robert Mandan (2 de febrero de 1932 – 29 de abril de 2018) fue un actor estadounidense, mejor conocido por sus papeles de Sam Reynolds en Search for Tomorrow (1965–1970), Chester Tate, el mujeriego empresario esposo de Jessica Tate (Katherine Helmond). en la comedia satírica Soap (1977–1981) y James Bradford en el breve spin-off de Three's Company Three's A Crowd (1984–1985) que duró una temporada.

## Carrera
Mandan actuó por primera vez en series de televisión como From These Roots (1958–1961) de NBC y en el empresario Sam Reynolds en Search for Tomorrow (1965–1970). También apareció en Broadway en el musical Applause de 1970.
Sus apariciones en comedias de situación antes de Soap incluyen un subastador en el episodio de estreno de 1972 de Sanford and Son, el abogado Sr. Morrison en un episodio de 1973 de All in the Family y el amigo gay de Maude, Barry, en un episodio de 1974 de Maude. En 1972, Mandan apareció en el primer episodio de la última temporada de Misión Imposible como Tim Sharkey. También apareció en los episodios de Barnaby Jones titulados "Counterfall", "Killer on Campus" y "Prisoner of Deceit" y fue estrella invitada en un episodio de la serie occidental Sara en 1976. Interpretó a Woody Billingsley en el boceto "De tal palo, tal hijo" del T2 E16 de "The Love Boat", que se emitió el 26 de enero de 1979.
Interpretó al Sr. Kirby en la adaptación televisiva de la NBC de 1979 de No puedes llevarlo contigo y al ineficaz pero bien intencionado coronel Fielding en la adaptación televisiva de 1981 del Private Benjamin. También tuvo papeles en dos películas en 1982, como el director de escuela Walter J. Coolidge en Zapped! y el senador Charles Wingwood en The Best Little Whorehouse in Texas. En 1982 también interpretó al hermano mayor de Henry, Bill Rush, en Too Close for Comfort. 
En 1984-1985, interpretó a James Bradford en Three's a Crowd de ABC junto a John Ritter, y en 1986 fue el Dr. Bruce Gaines, miembro del Cuerpo de Paz, quien se casó con la Sra. Garrett (interpretada por Charlotte Rae) en sus últimos episodios de The Facts of Life. Apareció como Steven en el episodio de 1990 de The Golden Girls titulado "Great Expectations". En 1991, se reunió con Katherine Helmond para dos episodios de su siguiente serie, Who'w the Boss?.
En 1993, interpretó al personaje cardassiano Kotan Pa'Dar en el episodio "Cardassians" de Star Trek: Deep Space Nine, y tuvo un papel en Married... con niños en el episodio "The D'Arcy Files" (1994). Su regreso a las series incluyó los papeles de Maxwell Hammer, un amigo de Minx, en Santa Bárbara (1990), Mr. Jonesy (junto a Louise Sorel) en Days of Our Lives de 1997 a 1998, y como estrella invitada como juez en General. Hospital a principios de 2006.
Apareció en el escenario a lo largo de su carrera. Aparte de Applause, protagonizó la versión anterior a Broadway de la reposición de la década de 1990 de How to Succeed in Business Without Really Trying como JB Biggley, interpretó a Andrew Wyke en varias producciones de la compañía en gira del misterio de Anthony Shaffer, Sleuth,  y Estuvo en la producción de 2002 de A Twilight Romance en el Falcon Theatre de Burbank, California.
Mandan fue un invitado especial frecuente en La pirámide de los 25.000 dólares durante la década de 1980. También apareció en muchos otros programas de juegos, incluidos Match Game, Family Feud, Super Password, Chain Reaction y Hollywood Squares. 

## Muerte
Mandan murió en Los Ángeles el 29 de abril de 2018, tras una larga batalla contra el cáncer. Le sobrevivieron su esposa, Sherry Dixon, psicoterapeuta primaria autorizada; la pareja se casó en 1963.    A su muerte, fue incinerado.

## Filmografía parcial

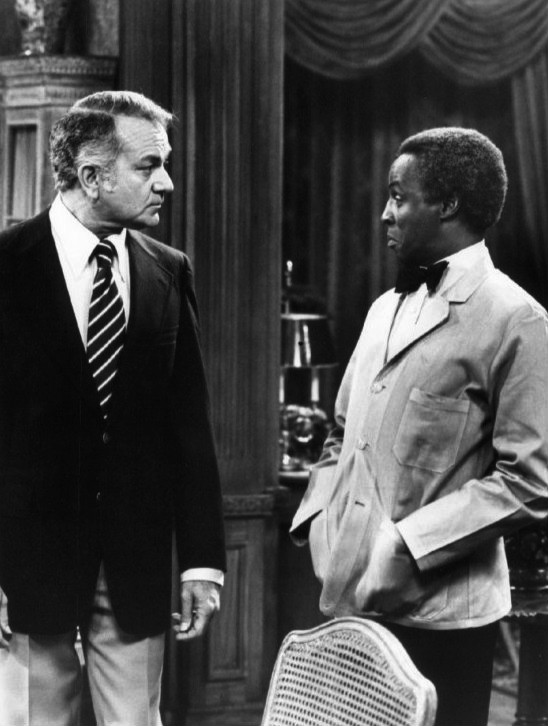
Mandan como Chester Tate y Robert Guillaume como Benson en Soap, 1977

| 1972 | The Carey Treatment                 | Dr. Barr              |                       |
| 1972 | Hickey &amp; Boggs                  | Mr. Brill             |                       |
| 1975 | One Day At A Time                   | Pete Holston          |                       |
| 1977 | MacArthur                           | Representative Martin |                       |
| 1981 | Return of the Rebels                | Big Al Williams       |                       |
| 1982 | The Best Little Whorehouse in Texas | Senator Wingwood      |                       |
| 1982 | Zapped!                             | Walter J. Coolidge    |                       |
| 1986 | The Facts Of Life                   | Bruce Gaines          |                       |
| 1992 | The Nutt House                      | Mr. Henderson         |                       |
| 1993 | Star Trek: Deep Space Nine          | Kotan Pa'Dar          | Episodio: Cardassians |
| 1997 | The Matchmaker                      | McGlory Senior        |                       |
| 2002 | Teddy Bears' Picnic                 | Stanton Vandermint    |                       |